# Рунку-Мік
Рунку-Мік (рум. Runcu Mic) — село у повіті Хунедоара в Румунії. Входить до складу комуни Вецел.
Село розташоване на відстані 306 км на північний захід від Бухареста, 14 км на захід від Деви, 124 км на південний захід від Клуж-Напоки, 116 км на схід від Тімішоари.

## Населення
За даними перепису населення 2002 року у селі проживали 25 осіб, усі — румуни. Усі жителі села рідною мовою назвали румунську.